# Karamanspor
Karaman Spor Kulübü (kortweg Karamanspor SK) is een sportclub opgericht in 1966 te Karaman, Turkije. De clubkleuren zijn geel en rood.
In het seizoen 2004/05 speelde de club voetbal in de 2. Lig. De twee jaar daarna in de 3. Lig waarna de club wegzakte naar de amateurreeksen.

## Rivaliteit
De supporters van Karamansor hebben ook een zware aartsrivaal. Deze aartsrivaal is Konyaspor. Bij elke wedstrijd dat deze ploegen tegen elkaar spelen is het stadion vol. Deze rivaliteit ontstond nadat Karaman in 1989 onafhankelijk werd.

## Gespeelde divisies
- 2. Lig: 2004-2005,2006-2007,2007-2008
- 3. Lig 2003-04 2009-

## Erelijst
Kampioen  3. Lig : 2003/2004

## Bekende (ex-)spelers
Turken
- İbrahim Öztürk